# Ordton

De fyra vokaltonerna i standardkinesiska.

Ordtoner utnyttjas i många språk som betydelseskiljande element, på samma sätt som ordens fonem och inre längd- och tryckförhållanden. De flesta av de kända språken använder toner i någon form på ett kontrasterande sätt. Ett sådant tonalt fonem kallas för tonem. Olika tonhöjder produceras genom att stämläpparnas spänning förändras.

## Klassificering av språk
Exempel på tonspråk är vietnamesiska (6 toner), kinesiska (9-3 toner beroende på vilken dialekt det rör sig om) och serbokroatiska. Ordton skiljer sig från ordaccent huvudsakligen genom att ordaccent primärt utnyttjar relativ tonhöjd mellan olika stavelser inom ett ord, medan ordton i högre grad kan karakteriseras som en absolut tonhöjd, eller ett tonförlopp inom en enda stavelse. Emellertid har ordton och ordaccent ofta sammanförts, varför man kan se svenskan beskrivet som ett tonspråk. Det bör också nämnas att de två svenska "ordaccenterna" inte bara involverar relativ tonhöjd mellan ordens stavelser utan även tonförloppet inom främst den betonade stavelsen. Man kan tänka sig att låta begreppet tonspråk syfta både på språk med ordton och språk med ordaccent, men det existerar också ett särskilt begrepp, accentspråk, för de senare. En nackdel med det begreppet är att man inom fonetiken talar inte bara om tonaccent utan också om tryckaccent (dynamisk accent), som är något annat.
Man kan till stor del dela in tonspråken i "konturtonspråk" (eng. contour tone languages), som främst använder förändring i tonhöjd (thai, mandarin m.fl.) och "registertonspråk" (eng. register tone languages), som i högre grad använder absolut tonhöjd (zulu, hausa m.fl.).